# Криворожский горно-электромеханический колледж
Криворожский горно-электромеханический колледж — среднее специальное учебное заведение, профессиональный колледж в городе Кривой Рог.

## История
В марте 1962 года создан Криворожский машиностроительный техникум, для обеспечения машиностроительных, горно-обогатительных, металлургических, добывающих и других предприятий специалистами по литейному производству, технологии сварочного производства, подъёмно-транспортным машинам, кислородным машинам и аппаратам, монтажу металлических и железобетонных конструкций, монтажу и ремонту промышленного оборудования.
В 1967 году, после подчинения Министерству чёрной металлургии, переименован в Криворожский горно-механический техникум.
В 1972 году закончено строительство учебного корпуса на 960 студентов, в 1976 году построено общежитие на 450 мест.
В 1995 году к Криворожскому горно-механическому техникуму присоединён расположенный рядом Криворожский техникум горной электромеханики. В 1998 году объединённое учебное заведение получило название Криворожский горно-электромеханический техникум и как структурное подразделение вошло в состав Криворожского технического университета.
С 2011 года — Горно-электромеханический техникум государственного высшего учебного заведения «Криворожский национальный университет».
В 2015 году по приказу по университету № 70 его обособленные структурные подразделения получают название колледжей. С тех пор называется Горно-электромеханический колледж ГВУЗ «Криворожский национальный университет».

## Характеристика
Обучение велось на дневной, вечерней и заочной формам. На 1969 год обучалось 2000 человек.